# Depressió tèrmica

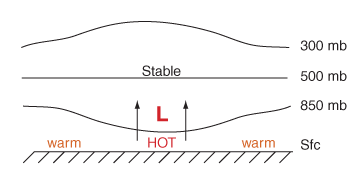
Perfil transversal vertical d'una depressió tèrmica

Les depressions tèrmiques són depressions no frontals que es donen a sobre dels continents subtropicals, com ara el desert de Sonora, l'altiplà Mexicà, el Sàhara, Sud-amèrica per sobre l'Argentina nord-occidental, Austràlia, la península Ibèrica i l'altiplà del Tibet durant l'estació càlida, com a resultat d'un escalfament intens en comparació amb el medi que els envolta. A sobre la terra, l'intens i ràpid escalfament solar de les capes inferiors d'aire genera aire càlid, que és menys dens que l'aire fred que l'envolta. Això, juntament amb l'aire calent que puja, provoca la formació d'una depressió. A sobre l'aigua, les depressions tèrmiques es formen a l'hivern, quan l'aire que hi ha sobre la massa d'aigua és més fred que l'aigua. Les depressions tèrmiques solen tenir una circulació feble, i poden assolir fins a 3.100 m d'altitud. Les depressions tèrmiques a sobre de les parts occidental i meridional de Nord-amèrica, el nord d'Àfrica i el sud-est d'Àsia són prou fortes per provocar condicions monsòniques a l'estiu. El desenvolupament de depressions tèrmiques terra endins condueix a la generació de brises marines. La combinació de brises marines amb una topografia escarpada pot provocar una mala qualitat de l'aire.

## Formació

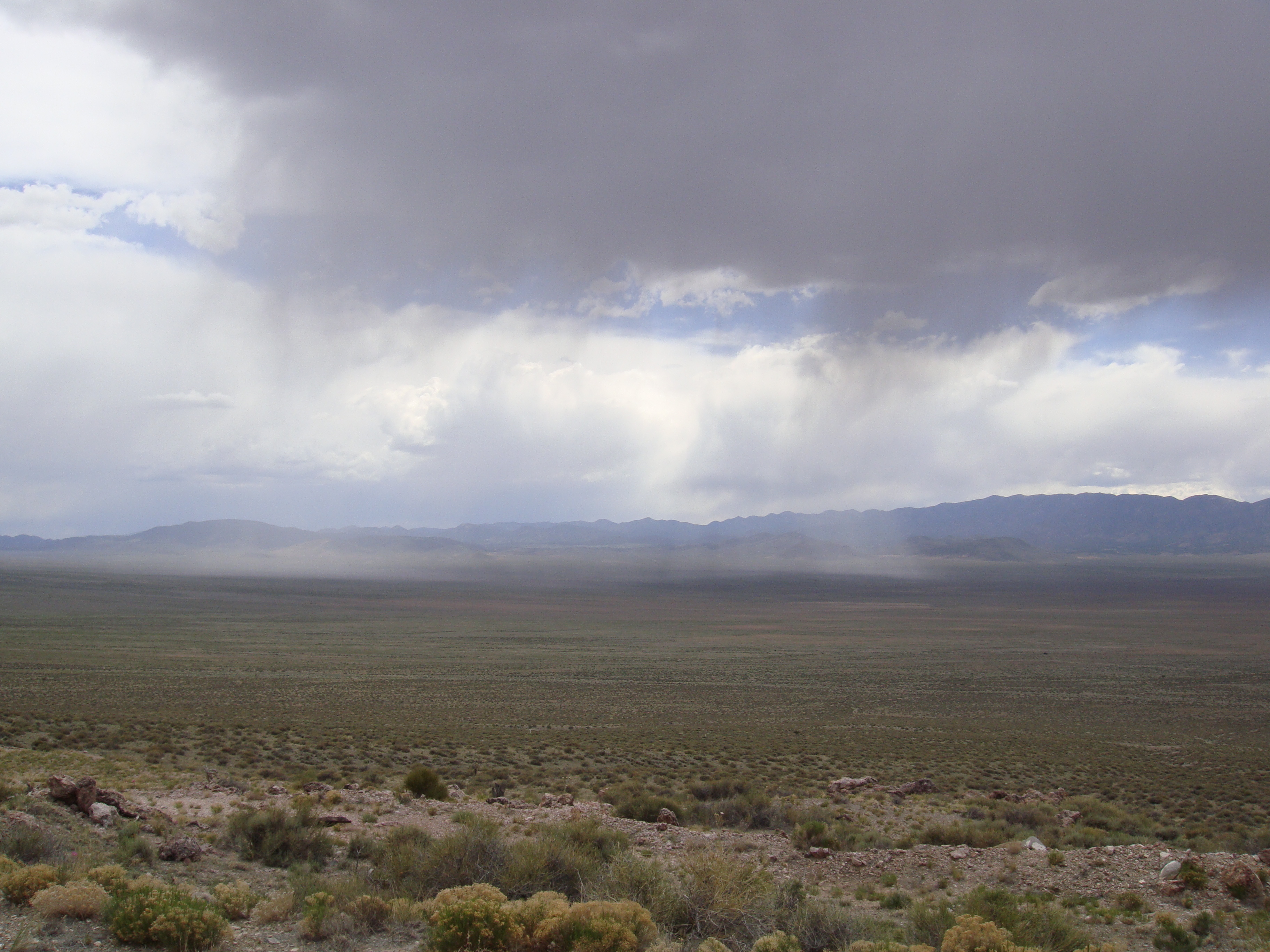
Una aïllada tempesta a la Vall Wah Wah, Utah. Aquest tipus de patró monsònic és molt comú a finals d'estiu al sud-oest dels Estats Units.

En els deserts, on manca la humitat de les plantes i del sòl que normalment produiria un refredament evaporador, pot portar a un escalfament solar intens de les capes inferiors de l'aire. L'aire calent és menys dens que l'aire més fresc que és als voltants. Això combinat amb l'aixecament de l'aire calent, resulta en una zona de baixa pressió anomenada una depressió tèrmica. Sobre superfícies elevades, l'escalfament del sòl excedeix l'escalfament de l'aire a la mateixa altitud sobre el nivell del mar, la qual crea una depressió tèrmica associada sobre el terreny i incrementa qualsevol depressió tèrmica que pogués existir. Durant l'estació freda, (hivern), lesmasses càlides d'aigua com els Grans Llacs poden induir una depressió tèrmica. Les depressions tèrmiques desenvolupades prop del nivell delmar poden passar a ser altes durant l'estació càlida, o estiu, a altituds de 700 hPa de pressió superficial, la qual es troba a uns 3.100 m per sobre del nivell del mar. Les depressions tèrmiques normalment són estacionàries i tenir una circulació feblement ciclònica. La depressió tèrmica es considera un nucli calent. Les versions més fortes d'aquest fenomen són sobre Aràbia, la part nord del subcontinent indi, Arizona, l'altiplà de Mèxic, nord-oest de l'Argentina, sud-oest d'Espanya, Austràlia, i nord d'Àfrica. La formació de depressions tèrmiques sobre el nord d'Àfrica porta a un jet stream occidental de baix nivell de juny a octubre.